# Канарский ботанический сад Виера-и-Клавихо
Канарский ботанический сад Виера-и-Клавихо (исп. Jardín Botánico Canario Viera y Clavijo) был задуман в начале 1950-х годов шведским ботаником Эриком Свентениусом, который уже провёл несколько лет на Канарских островах, работая в ботаническом саду на Тенерифе. Идею сбора в одном месте всего разнообразия канарской флоры Свентениус предложил кабильдо (консулу) Гран-Канарии Матиасу Веге, и в 1952 году в 7 километрах от Лас-Пальмаса в районе ущелья Гинигуада был заложен ботанический сад «Виера-и-Клавихо», получивший название в честь первого исследователя природы Канарского архипелага натуралиста XVIII века Хосе де Виера-и-Клавихо. Сад был открыт для публики в 1959 году, но и в последующие годы он постоянно расширялся и развивался. Научная работа была направлена на исследование растительности отдалённых районов Канарских островов, сбор и выявление новых или плохо изученных таксонов, развитие гербария и живой коллекции флоры в качестве основы для дальнейшего изучения.
После трагической гибели Свентениуса в автокатастрофе в 1973 году вторым директором сада стал Давид Брамвель, продолживший научно-исследовательскую деятельность путём расширения сада, инфраструктуры, строительства новых лабораторий, гербария, библиотеки, а также питомника для поддержания живой коллекции растений и воспитания молодого поколения биологов.
В течение последних десятилетий ботанический сад стал важным местом для международных встреч и конференций, а также научно-исследовательским центром флоры Канарских островов, центром сохранения находящихся под угрозой исчезновения видов растений и в качестве модели для экологического образования и сохранения местных эндемичных видов флоры. В последние годы сотрудниками сада были открыты и классифицированы много новых видов растений, особенно Гран-Канарии, и внесён большой вклад в знания о биоразнообразии и природном наследии нашей планеты. Научные исследования сотрудников сада направлены на понимание уникального флористического разнообразия архипелага и всей Макаронезии. В журнале Botanica Macaronesica научным центром сада публикуются исследования по молекулярной и репродуктивной биологии, цитогенетике, палинологии, культурах «в пробирке» и другим актуальным вопросам ботаники.
Различные участки ботанического сада представляют все флористические районы Канарских островов и большинство из почти шестисот эндемичных видов архипелага. Информацию об этих растениях можно посмотреть как в выставочном центре, так и на стендах во всех уголках сада. Сектор экологического образования и информации ботанического сада проводит семинары для учителей, участвует в разработке учебных материалов, организует выставки, ежегодно вручает премию Свентениуса, а также совместно с Министерством образования, культуры и спорта автономного правительства проводит тематические мероприятия для школьников.
Сад открыт ежедневно с 9 до 18 часов. Вход свободный. Добраться до него можно с автовокзалов Лас-Пальмаса на многочисленных автобусах, следующих в направлении Санта-Бригиды и Сан-Матео; выходить на остановке Jardín Canario.

## Галерея

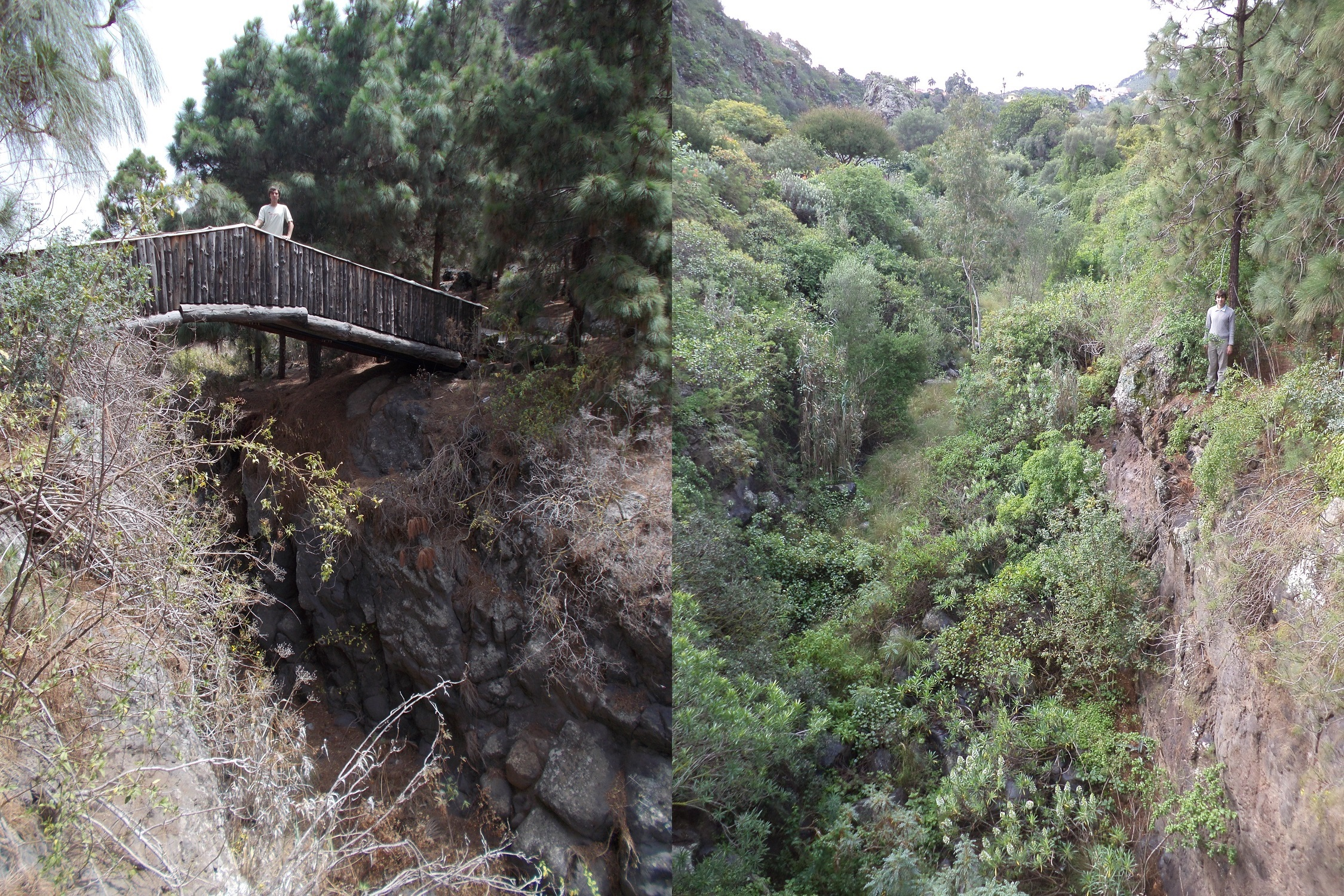
Ущелье Гинигуада
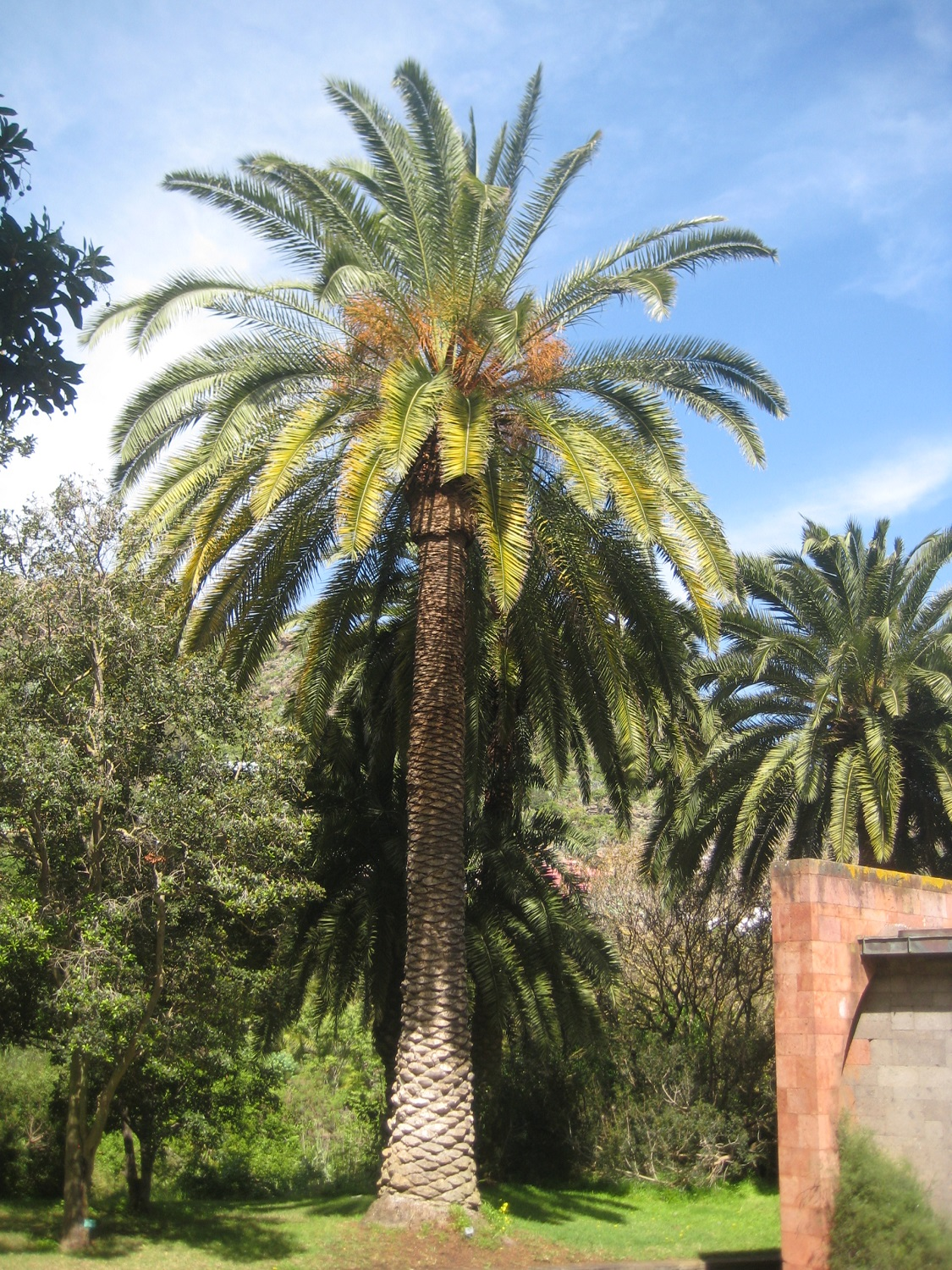
Финиковая пальма канарская
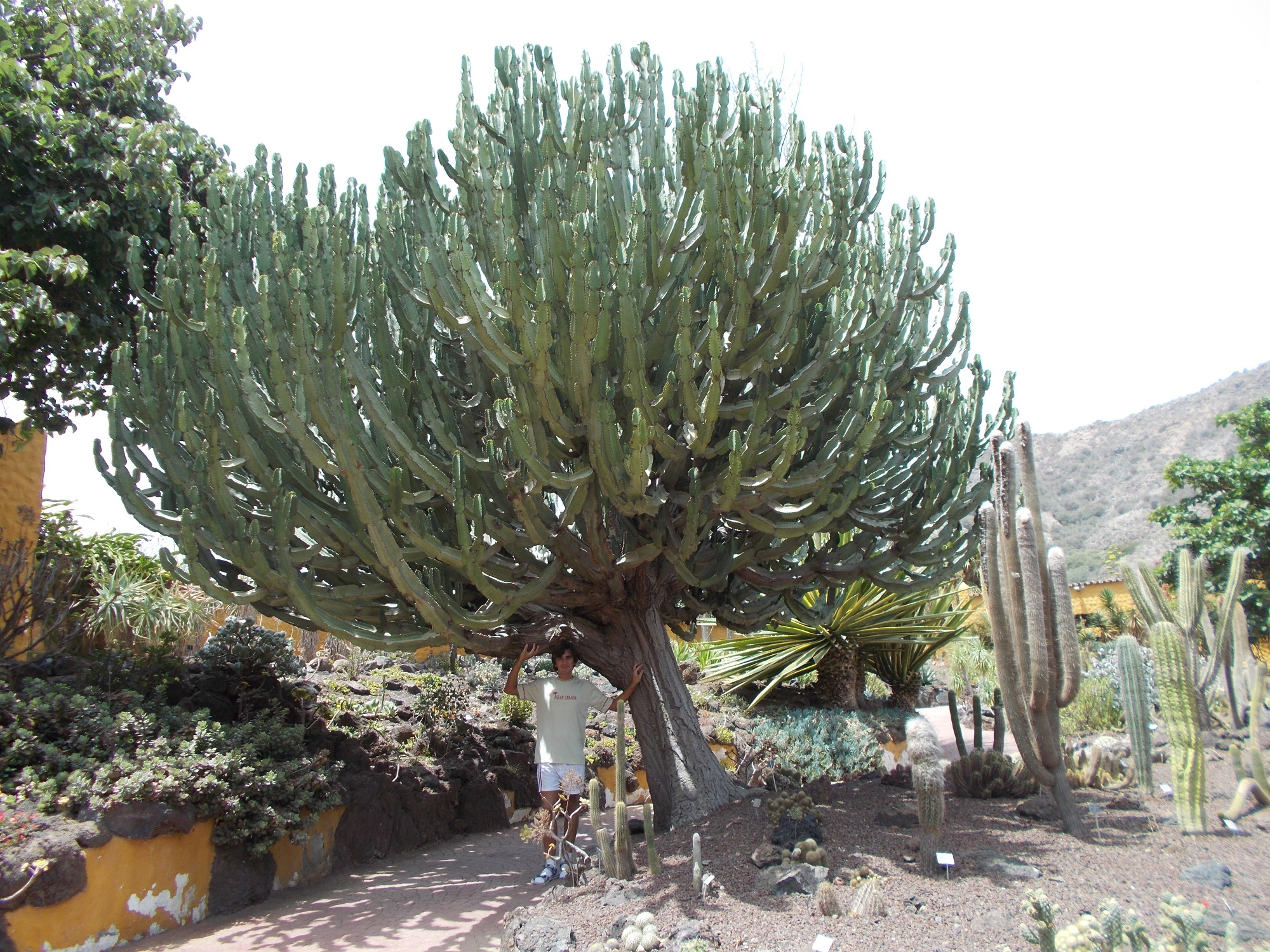
Молочай канделябровый
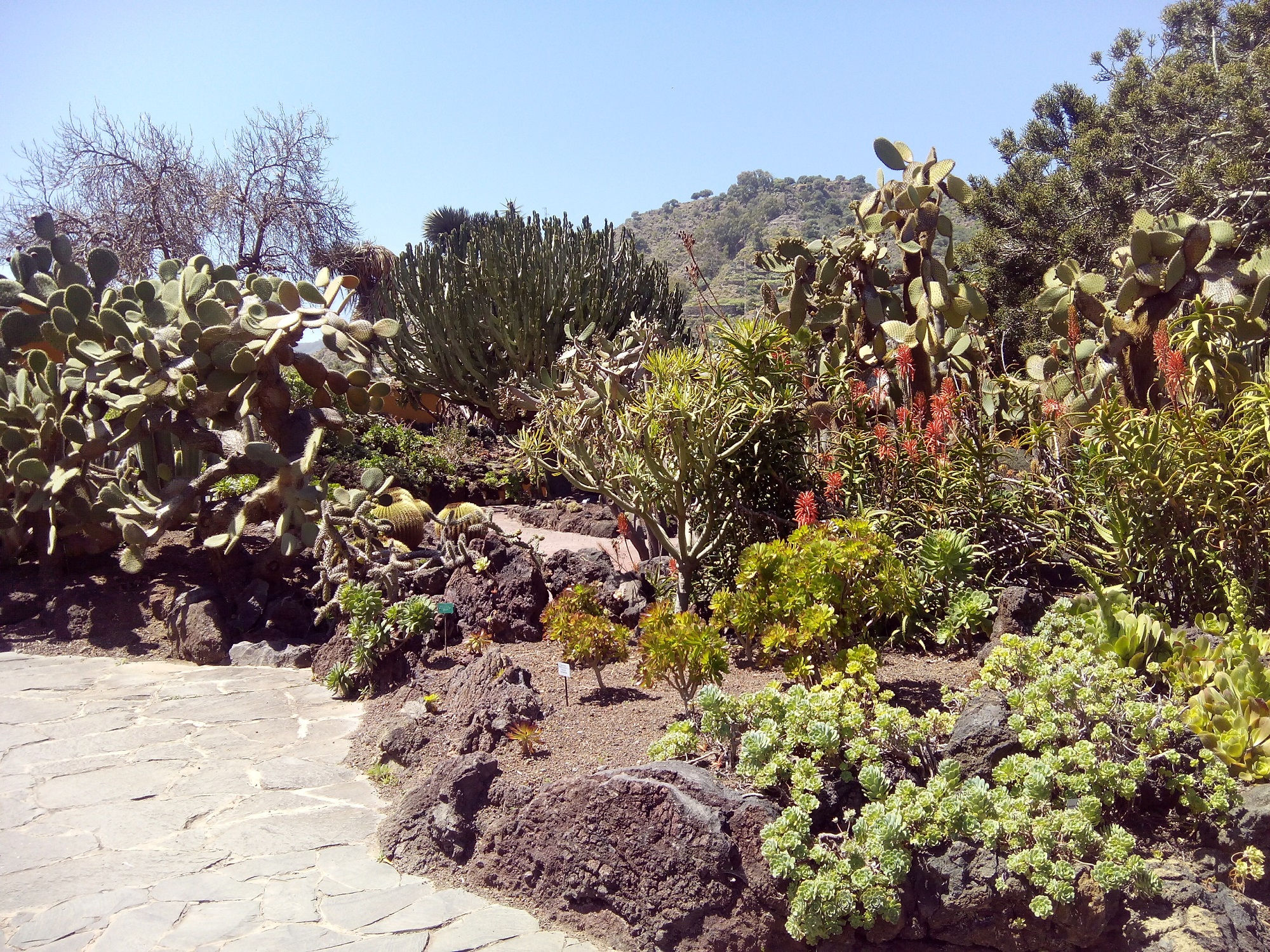
Суккуленты
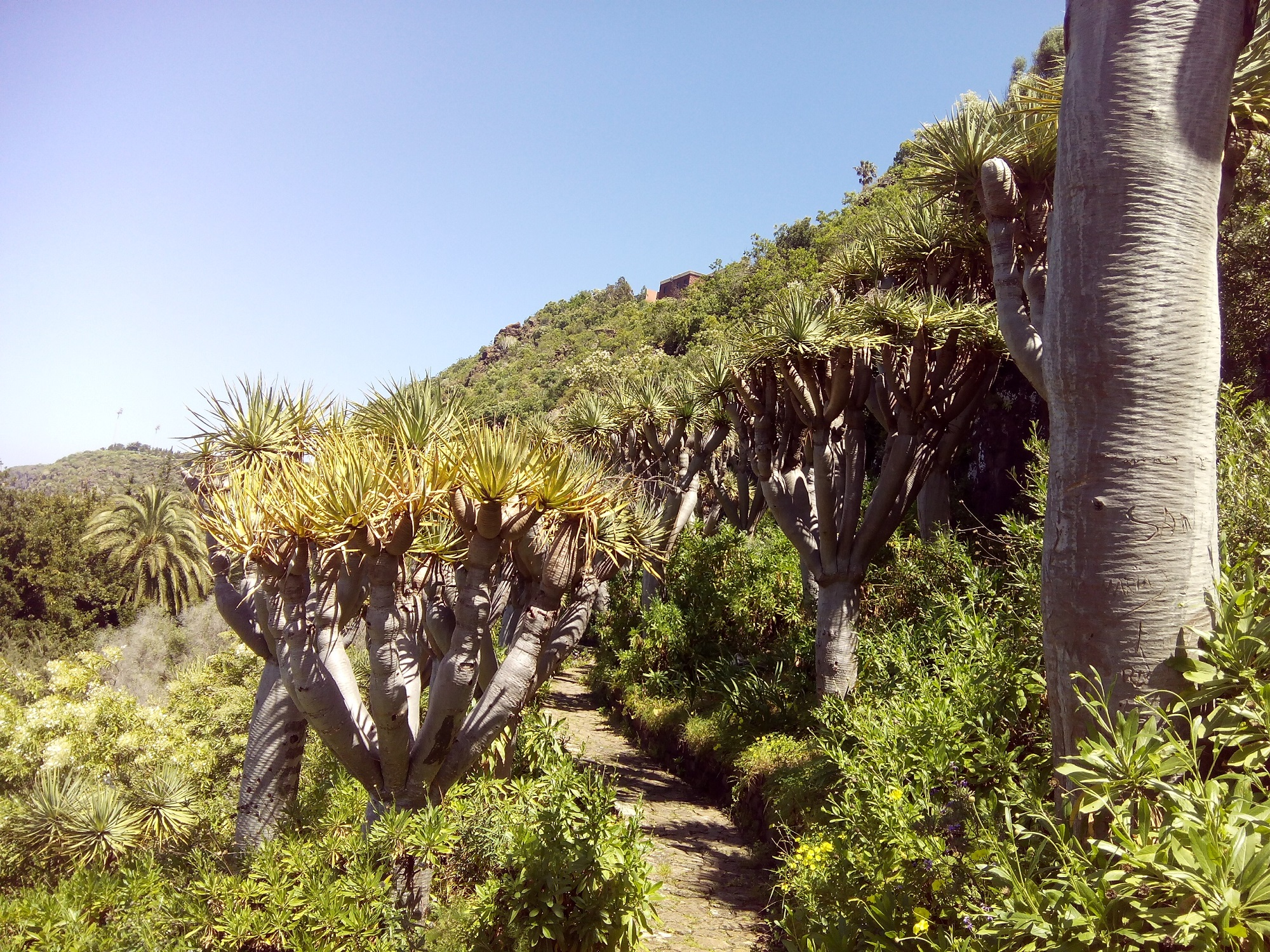
Аллея драконовых деревьев
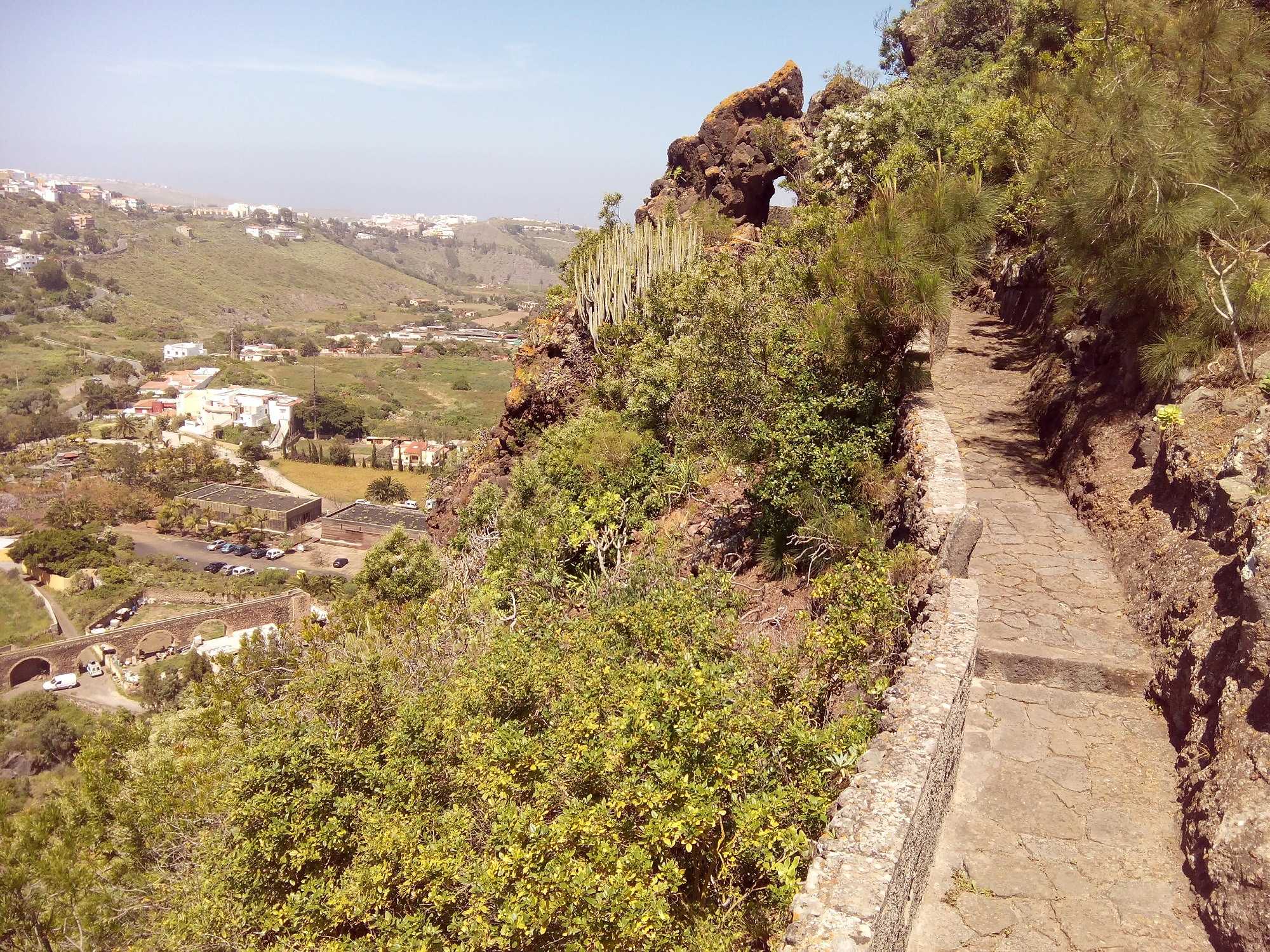
Арка ветра
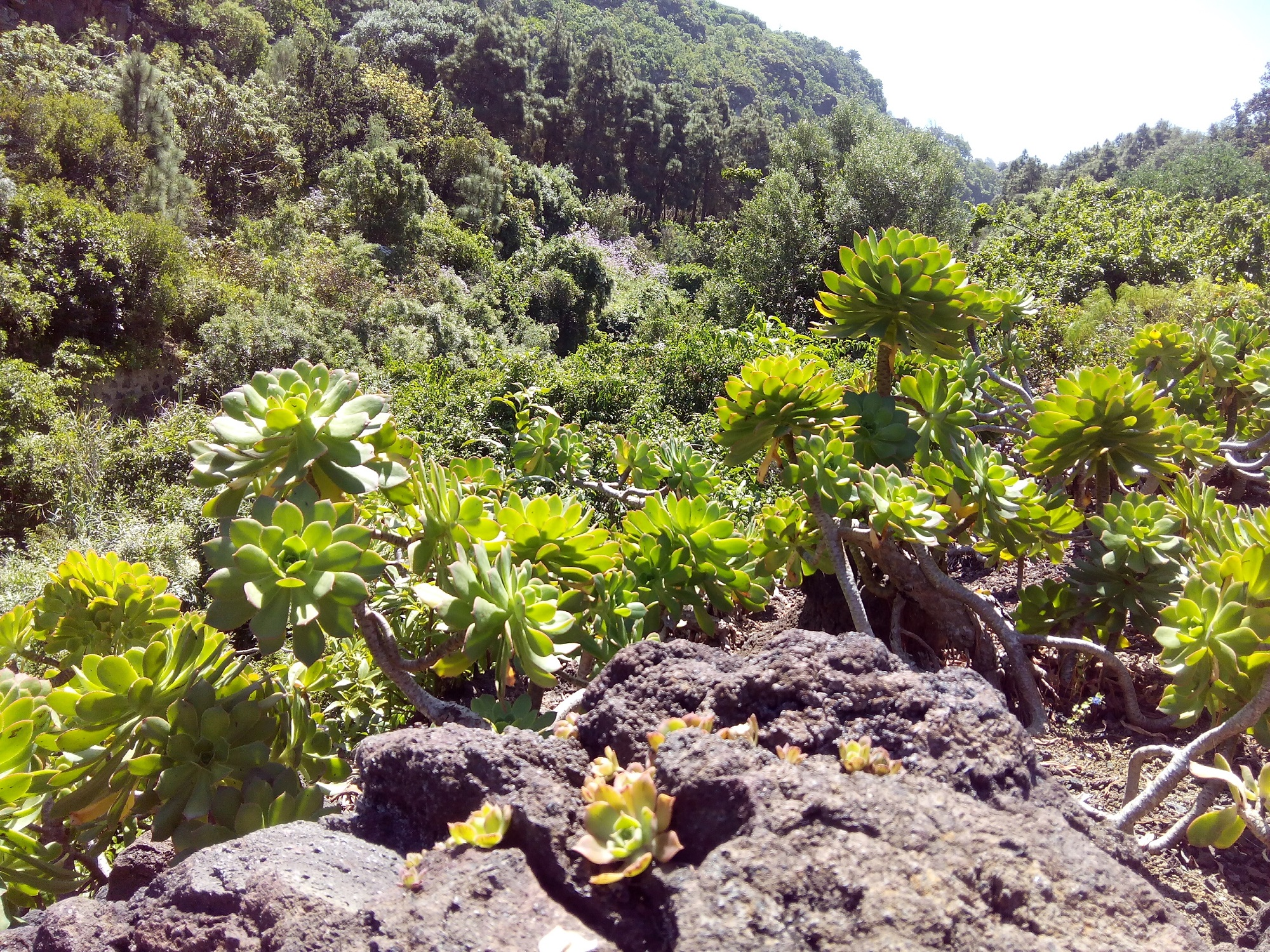
Эониум